# Molluscum contagiosum virus
El virus Molluscum Contagiosum (MCV) es un virus del género Molluscipoxvirus, familia Poxviridae, grupo I, causa el molusco contagioso.
- Datos: Q3500611
- Multimedia: Molluscum contagiosum virus / Q3500611
- Especies: Molluscum contagiosum virus